# كهوف بول شولز
كهوف بول شولز (بالإنجليزية: Bull Shoals Caverns)‏؛ هي مجموعة من الكهوف التي تقع في مقاطعة ماريون في الولايات المتحدة.

## السياحة
تعد «كهوف بول شولز» إحدى مواقع الجذب السياحي في مقاطعة ماريون في ولاية أركنساس الأمريكية.